# Open A
Open A er en guitarstemning, hvor guitaren stemmes E-A-E-A-C#-E. Dette vil sige, at guitaren er stemt til en A-durakkord. Dette opnås ved at stemme anden, tredje og fjerde streng et helt trin op i forhold til standardstemningen. Da dette giver større spænding i strengene, er det normalt bedre at bruge Open G. Men man kan dog opnå den uden spænding ved at stemme i Open G og sætte capodestra på andet bånd. Det er en populær stemning til slide.
| Musik | Spire Denne musikartikel er en spire som bør udbygges. Du er velkommen til at hjælpe Wikipedia ved at udvide den. |